# Alimi Ballard
Alimi Ballard, född 17 oktober 1977 i Bronx, är en amerikansk skådespelare.

## Filmografi

### Filmer
- 1998 - Deep Impact - Bobby Rhue
- 2000 - Men of Honor - Coke
- 2011 - Fast Five - Fusco

### TV-serier
- 1997 - Arsenio - Matthew, 6 avsnitt
- 1997-1998 - Sabrina tonårshäxan - Albert, 26 avsnitt
- 2000-2001 - Dark Angel - Herbal Thought, 21 avsnitt
- 2005-2010 - Numb3rs - David Sinclair, 114 avsnitt
- 2009-2010 - The Super Hero Squad Show - Falcon/Thunderball, 17 avsnitt